# Lincoln, Lincolnshire
Lincoln este un oraș și un district ne-metropolitan situat în Regatul Unit, reședința comitatului Lincolnshire, regiunea East Midlands, Anglia. Districtul are o populație de 101.000 locuitori, din care 87.600 locuiesc în orașul propriu zis Lincoln. Populația întregii arii urbane a orașului este de 120.779 locuitori.

## Personalități născute aici
- George Boole (1815 - 1864), matematician, logician, filozof.